# Eunica violetta
Eunica violetta är en fjärilsart som beskrevs av Otto Staudinger 1886. Eunica violetta ingår i släktet Eunica och familjen praktfjärilar. Inga underarter finns listade i Catalogue of Life.